# Hasse Thomsén
Hasse Evert Thomsén, född 27 februari 1942 i Säve församling i Göteborgs och Bohus län, död 26 april 2004 i Rödbo församling i Göteborg, var en svensk tungviktsboxare. Thomséns största merit var ett OS-brons 1972 i München. Han vann även bland annat fyra SM-guld och gjorde totalt 120 amatörmatcher samt ett mindre antal proffsmatcher. Efter den aktiva karriären var han också verksam som tränare.